# Oerstedina
Oerstedina, biljni rod vazdazelenih trajnica iz porodice gesnerijevki smješten u podtribus Columneinae, dio tribusa Gesnerieae.. Pripadaju mu dvije vrste iz Srednje Amerike (Meksiko, Panama).

## Etimologija
Rod je nazvan u čast Andersa Sandøe Ørsteda (1816.-1872.), danskog botaničara i istraživača u neotropima.

## Opis
Višegodišnje, epifitno zeljasto bilje ili polugrmlje. Stabljike su uspravne ili se uzdižu, internodije se često izdužuju. Listovi nasuprotni, (sub)izofilni, peteljkasti, lamina ± eliptična, odozdo često obojena. Cvatovi gusto skupljeni u gornjim pazušcima listova; peteljke brakteola kratke ili nedostaju. Cvjetovi su neupadljivi, peteljke kratke. Čašičasti listići podjednaki, slobodni ili gotovo slob odni do baze, često crvenkasti. Vjenčić bijel s crvenkastim pjegama ili ružičast. Prašnika ima 4, niti su prirasle uz bazu cijevi vjenčića. Nektarij jedna dvokrilna dorzalna žlijezda, ili s pomoćnom ventralnom žlijezdom. Jajnik gornji, stigma stomatomorfna. Plod je šiljasta bobica. Ovaj bliski saveznik Rufodorsije razlikuje se po većem, cjevastom (leđno ne crvenom) vjenčiću i šiljastoj bobici. Broj kromosoma: 2n = 18. 

## Vrste
1. Oerstedina mexicana Wiehler
2. Oerstedina suffrutescens L.E.Skog